# الدوري الفنلندي الممتاز 1995
الدوري الفنلندي الممتاز 1995 (بالفنلندية: Veikkausliigan kausi 1995) هو موسم من الدوري الفنلندي الممتاز. فاز فيه هكا.